# De gule djævle
 Ikke at forveksle med Den gule Djævel.
De gule djævle er en amerikansk stumfilm fra 1915.

## Medvirkende
- Pearl White som Elaine Dodge.
- Creighton Hale som Walter Jameson.
- Arnold Daly som Craig Kennedy.
- Edwin Arden som Wu Fang.
- M.W. Rale som Long Sin.